# Язвинка
Я́звинка — село в Україні, у Бородянській селищній громаді Бучанського району Київської області. До 2020 року село Язвинка разом з селами Майданівка та Вишняки входило до складу Майданівської сільської ради у колишньому Бородянському районі Київської області, нині ці ж села у складі Майданівського старостинського округу. Населення становить 51 особа.

## Географія
Село Язвинка розташоване на відстані 2 км від колишнього адміністративного центру Майданівської сільської ради — села Майданівка. На північній стороні від села бере початок річка Требухівка, права притока Кодри. 

## Історія
У XIX столітті це був хутір, що мав назву Людвигівка. Лаврентій Похилевич у «Сказаниях о населенных местностях Киевской губернии» подає інформацію, що у 1864 році на хуторі Людвигівка, що розташовувалося на відстані 2 км від Майданівки мешкало 60 католиків.
14 листопада 1921 року під час Листопадового рейду через Язвинку проходила Волинська група (командувач — Юрій Тютюнник) Армії Української Народної Республіки.
У 1924 році на хуторі було 55 дворів, де мешкало 354 особи. До 1928 року в Язвинці діяло Товариство спільного обробітку землі, а тако колгосп імені К. Ворошилова.
Під час німецької окупації в Язвинці окупантами розстріляно двоє місцевих мешканців. З 1942 року на примусові роботи до Німеччини з Язвинки було вивезено 18 односельців, переважно молодих хлопців та дівчат.
У 1956 році за рахунок приєднання колгоспу імені К. Ворошилова (хутір Язвинка) та господарства хутора Вишняки відбулося укрупнення майданівського колгоспу «Комінтерн».
Під час повномасштабного вторгнення російських військ на Україну у лютому 2022 року в Язвинці зазнали значних руйнувань більшість приватних обійсть, будівель, знищено практично усі комунікації.